# Roy Nissany
Roy Nissany (en hebreo, רוי ניסני; Tel Aviv, 30 de noviembre de 1994) es un piloto de automovilismo israelí. A lo largo de su carrera ha participado en Fórmula 3 Europea, Fórmula V8 3.5, Fórmula 2, entre otros campeonatos. Desde 2020 hasta 2023 fue miembro de la Academia de pilotos de Williams, siendo piloto de desarrollo de la escudería Williams Racing de Fórmula 1.

## Carrera

### Inicios
Hijo del también piloto Chanoch Nissany, que disputó la Fórmula 3000 y fue piloto de pruebas de Minardi en 2005. Roy comenzó en el karting desde los 5 años de edad, donde consiguió ganar en categoría Mini Rotax x30 con 13 años. Con 14 años, fichó por FA Racing Spain llevando un CRG en categoría Micro, pero no ganó hasta un año después con su cambio a Kart Republic. Su carrera en monoplazas inició en 2010, en la Fórmula Lista Junior, conquistando una pole position en Monza y consiguiendo en 8.º lugar en la clasificación.
Corrió en dos temporadas en la ADAC Formel Masters por la escudería Mücke Motorsport, repitiendo la asociación en Fórmula 3 Europea entre 2013 y 2014. En la World Series V8 3.5 compitió por 3 años; su mejor resultado fue en la temporada 2016, con 3 victorias y el cuarto lugar entre 20 pilotos inscritos. En 2017 obtuvo la quinta posición, con 201 pontos y una victoria.

### Campeonato de Fórmula 2 de la FIA

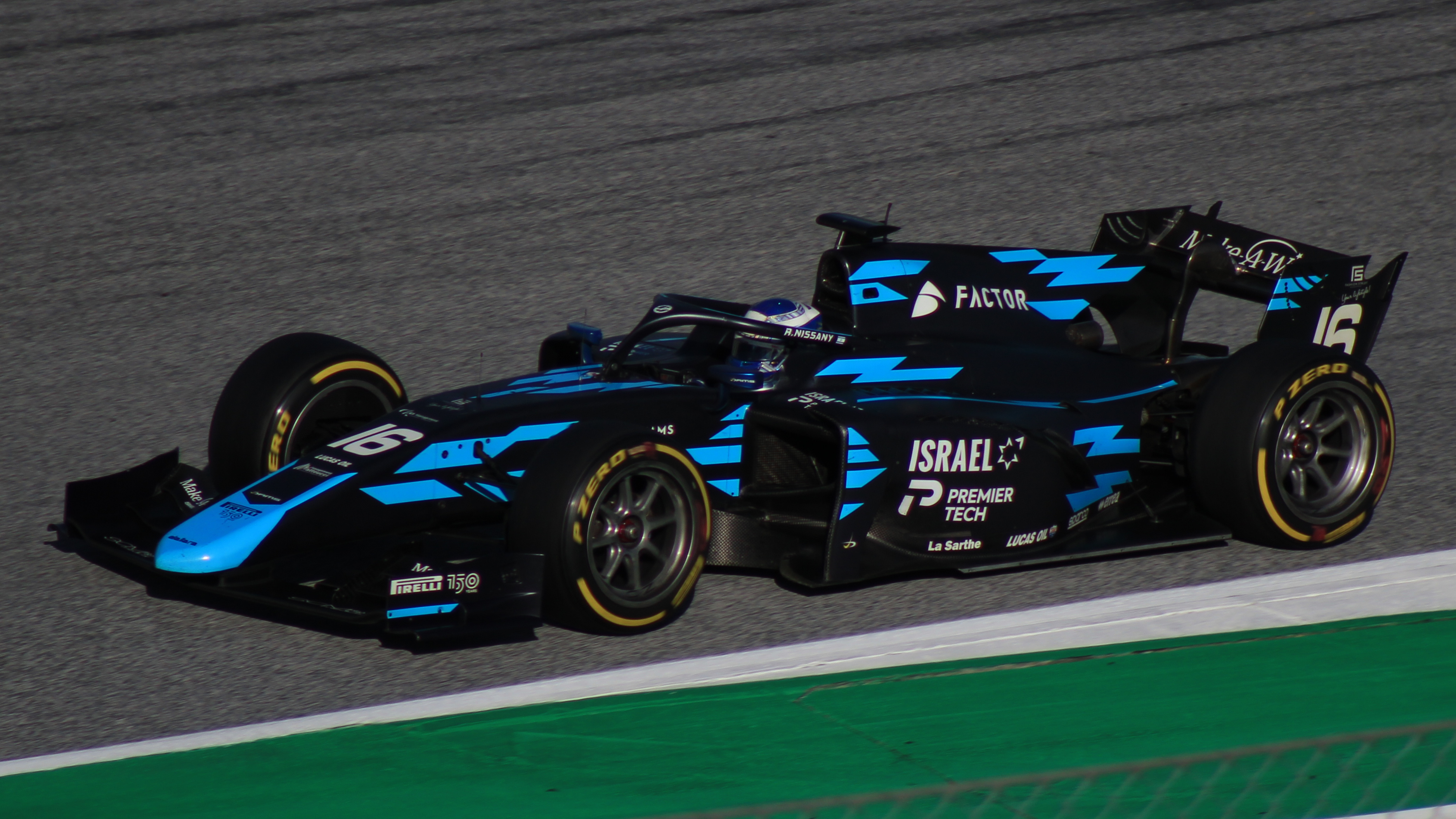
Roy Nissany en la ronda de Spielberg de F2 2022.

En marzo de 2018, fichó por Campos Vexatec Racing para disputar la Fórmula 2. En este campeonato, el israelí logró un solo punto y fue remplazado por Roberto Merhi a falta de cuatro carreras. En 2020 regresará a la categoría con la escudería Trident.

### Fórmula 1
Roy Nissany hizo unas pruebas con el equipo de Fórmula 1 Sauber en octubre de 2014, conduciendo el C31, monoplaza usado por la escudería suiza en 2012. En diciembre de 2019, luego de un año sin actividad, el israelí participó en los entrenamientos de postemporada con el equipo Williams. En 2020 es piloto de pruebas de la escudería de Grove, y participará en tres sesiones de entrenamientos libres a lo largo del año. Hizo su debut como tercer piloto en el Gran Premio de España.

## Resumen de carrera
| Temporada | Categoría                                 | Equipo                | Carreras          | Victorias         | Poles             | VR                | Podios            | Puntos            | Pos.              |
| --------- | ----------------------------------------- | --------------------- | ----------------- | ----------------- | ----------------- | ----------------- | ----------------- | ----------------- | ----------------- |
| 2010      | Fórmula Lista Junior                      | Daltec Racing         | 12                | 0                 | 1                 | 1                 | 0                 | 43                | 8.º               |
| 2011      | ADAC Fórmula Masters                      | Mücke Motorsport      | 24                | 0                 | 0                 | 0                 | 2                 | 81                | 11.º              |
| 2012      | ADAC Fórmula Masters                      | Mücke Motorsport      | 23                | 1                 | 0                 | 0                 | 1                 | 98                | 9.º               |
| 2013      | Campeonato Europeo de Fórmula 3 de la FIA | Mücke Motorsport      | 30                | 0                 | 0                 | 0                 | 0                 | 11                | 22.º              |
| 2014      | Campeonato Europeo de Fórmula 3 de la FIA | Mücke Motorsport      | 33                | 0                 | 0                 | 0                 | 0                 | 26                | 17.º              |
| 2015      | Fórmula Renault 3.5 Series                | Tech 1 Racing         | 17                | 0                 | 0                 | 0                 | 1                 | 27                | 13.º              |
| 2016      | Fórmula V8 3.5 Series                     | Lotus                 | 18                | 3                 | 3                 | 5                 | 7                 | 189               | 4.º               |
| 2017      | World Series Fórmula V8 3.5               | RP Motorsport         | 18                | 1                 | 0                 | 2                 | 6                 | 201               | 5.º               |
| 2018      | Campeonato de Fórmula 2 de la FIA         | Campos Vexatec Racing | 20                | 0                 | 0                 | 0                 | 0                 | 1                 | 22.º              |
| 2019      | Fórmula 1                                 | ROKiT Williams Racing | Piloto de pruebas | Piloto de pruebas | Piloto de pruebas | Piloto de pruebas | Piloto de pruebas | Piloto de pruebas | Piloto de pruebas |
| 2020      | Campeonato de Fórmula 2 de la FIA         | Trident               | 24                | 0                 | 0                 | 0                 | 0                 | 5                 | 19.º              |
| 2020      | Fórmula 1                                 | Williams Racing       | Piloto de pruebas | Piloto de pruebas | Piloto de pruebas | Piloto de pruebas | Piloto de pruebas | Piloto de pruebas | Piloto de pruebas |
| 2021      | Campeonato Asiático de F3                 | Hitech Grand Prix     | 15                | 0                 | 0                 | 0                 | 2                 | 99                | 5.º               |
| 2021      | Fórmula 1                                 | Williams Racing       | Piloto de pruebas | Piloto de pruebas | Piloto de pruebas | Piloto de pruebas | Piloto de pruebas | Piloto de pruebas | Piloto de pruebas |
| 2021      | Campeonato de Fórmula 2 de la FIA         | DAMS                  | 23                | 0                 | 0                 | 1                 | 1                 | 16                | 16.º              |
| 2022      | Campeonato de Fórmula 2 de la FIA         | DAMS                  | 26                | 0                 | 0                 | 0                 | 0                 | 20                | 19.º              |
| 2023      | Campeonato de Fórmula 2 de la FIA         | PHM Racing by Charouz | 24                | 0                 | 0                 | 0                 | 0                 | 0                 | 21.º              |
| 2023      | Campeonato de Fórmula 2 de la FIA         | PHM Racing            | 2                 | 0                 | 0                 | 0                 | 0                 | 0                 | 21.º              |
| 2025      | European Le Mans Series - LMP2            | Duqueine Team         | Disputándose      | Disputándose      | Disputándose      | Disputándose      | Disputándose      | Disputándose      | Disputándose      |
| Fuente:   |                                           |                       |                   |                   |                   |                   |                   |                   |                   |

## Resultados

### Fórmula Renault 3.5 Series/Fórmula V8 3.5 Series/World Series Fórmula V8 3.5
(Clave) (negrita indica pole position) (cursiva indica vuelta rápida)

| Año     | Equipo        | 1         | 2        | 3        | 4        | 5         | 6         | 7        | 8         | 9       | 10      | 11       | 12        | 13       | 14      | 15       | 16       | 17        | 18      | Pos. | Puntos |
| ------- | ------------- | --------- | -------- | -------- | -------- | --------- | --------- | -------- | --------- | ------- | ------- | -------- | --------- | -------- | ------- | -------- | -------- | --------- | ------- | ---- | ------ |
| 2015    | Tech 1 Racing | ALC 1 14  | ALC 2 16 | MON 1 12 | SPA 1 14 | SPA 2 Ret | HUN 1 8   | HUN 2 14 | RBR 1 16  | RBR 2 3 | SIL 1 9 | SIL 2 14 | NÜR 1 Ret | NÜR 2 18 | BUG 1 8 | BUG 2 12 | JER 1 9  | JER 2 Ret |         | 13.º | 27     |
| 2016    | Lotus         | ALC 1 7   | ALC 2 7  | HUN 1 6  | HUN 2    | SPA 1 Ret | SPA 2 Ret | LEC 1 2  | LEC 2     | SIL 1   | SIL 2 1 | RBR 1 6  | RBR 2 13  | MNZ 1    | MNZ 2 6 | JER 1 8  | JER 2 14 | CAT 1 9   | CAT 2   | 4.º  | 189    |
| 2017    | RP Motorsport | SIL 1 Ret | SIL 2 3  | SPA 1 2  | SPA 2 4  | MNZ 1 2   | MNZ 2     | JER 1    | JER 2 Ret | ALC 1 4 | ALC 2 6 | NÜR 1 4  | NÜR 2 5   | MEX 1 9  | MEX 2 8 | COA 1 6  | COA 2 4  | BHR 1 3   | BHR 2 4 | 5.º  | 201    |
| Fuente: |               |           |          |          |          |           |           |          |           |         |         |          |           |          |         |          |          |           |         |      |        |

### Campeonato de Fórmula 2 de la FIA
(Clave) (negrita indica pole position) (cursiva indica vuelta rápida puntuable)

| Año  | Escudería             | 1    | 1    | 2    | 2    | 3   | 3   | 4    | 4    | 5    | 5    | 6   | 6   | 7   | 7   | 8   | 8   | 9   | 9   | 10  | 10  | 11   | 11   | 12   | 12   | Pos. | Puntos | Ref.   |
| ---- | --------------------- | ---- | ---- | ---- | ---- | --- | --- | ---- | ---- | ---- | ---- | --- | --- | --- | --- | --- | --- | --- | --- | --- | --- | ---- | ---- | ---- | ---- | ---- | ------ | ------ |
| 2018 | Campos Vexatec Racing | SAK  | SAK  | BAK  | BAK  | BAR | BAR | MON  | MON  | LEC  | LEC  | SPI | SPI | SIL | SIL | BUD | BUD | SPA | SPA | MNZ | MNZ | SOC  | SOC  | YMC  | YMC  | 22.º | 1      | [ 17 ] |
| 2018 | Campos Vexatec Racing | 16   | 15   | Ret  | Ret  | 12  | 14  | 12   | Ret  | 15   | 10   | Ret | 17  | 15  | 14  | 15  | 15  | 10  | 14  | 16  | 15  |      |      |      |      | 22.º | 1      | [ 17 ] |
| 2020 | Trident               | SPI1 | SPI1 | SPI2 | SPI2 | BUD | BUD | SIL1 | SIL1 | SIL2 | SIL2 | BAR | BAR | SPA | SPA | MNZ | MNZ | MUG | MUG | SOC | SOC | SAK1 | SAK1 | SAK2 | SAK2 | 19.º | 5      | [ 18 ] |
| 2020 | Trident               | 10   | 12   | 15   | 18   | Ret | 17  | Ret  | 16   | 15   | 18   | Ret | 12  | 8   | Ret | 19  | 10  | 15  | 10  | Ret | 19  | 15   | 9    | 20   | 15   | 19.º | 5      | [ 18 ] |

| Año  | Escudería | 1   | 1   | 1   | 2   | 2   | 2   | 3   | 3   | 3   | 4   | 4   | 4   | 5   | 5   | 5   | 6   | 6   | 6   | 7   | 7   | 7   | 8   | 8   | 8   | Pos. | Puntos | Ref.   |
| ---- | --------- | --- | --- | --- | --- | --- | --- | --- | --- | --- | --- | --- | --- | --- | --- | --- | --- | --- | --- | --- | --- | --- | --- | --- | --- | ---- | ------ | ------ |
| 2021 | DAMS      | SAK | SAK | SAK | MON | MON | MON | BAK | BAK | BAK | SIL | SIL | SIL | MNZ | MNZ | MNZ | SOC | SOC | SOC | YED | YED | YED | YMC | YMC | YMC | 16.º | 16     | [ 19 ] |
| 2021 | DAMS      | 12  | 15  | Ret | 3   | Ret | 9   | 16  | 16  | 16  | Ret | 12  | 16  | Ret | 18  | 8   | 16  | C   | 15  | 13  | 11  | 15  | 14  | 17  | 13  | 16.º | 16     | [ 19 ] |

| Año  | Escudería             | 1   | 1   | 2   | 2   | 3   | 3   | 4   | 4   | 5   | 5   | 6   | 6   | 7   | 7   | 8   | 8   | 9   | 9   | 10  | 10  | 11  | 11  | 12  | 12  | 13  | 13  | 14  | 14  | Pos. | Puntos | Ref.   |
| ---- | --------------------- | --- | --- | --- | --- | --- | --- | --- | --- | --- | --- | --- | --- | --- | --- | --- | --- | --- | --- | --- | --- | --- | --- | --- | --- | --- | --- | --- | --- | ---- | ------ | ------ |
| 2022 | DAMS                  | SAK | SAK | YED | YED | IMO | IMO | BAR | BAR | MON | MON | BAK | BAK | SIL | SIL | SPI | SPI | LEC | LEC | BUD | BUD | SPA | SPA | ZAN | ZAN | MNZ | MNZ | YMC | YMC | 19.º | 20     | [ 20 ] |
| 2022 | DAMS                  | 12  | 8   | 9   | 8   | 4   | Ret | 15  | 10  | 9   | Ret | 10  | Ret | 14  | Ret | 13  | 9   | 16  | 9   | 19  | 18  | 11  | 19  | 15  | 16  | EX  | EX  | 8   | 10  | 19.º | 20     | [ 20 ] |
| 2023 |                       | SAK | SAK | YED | YED | MEL | MEL | BAK | BAK | MON | MON | BAR | BAR | SPI | SPI | SIL | SIL | BUD | BUD | SPA | SPA | ZAN | ZAN | MNZ | MNZ | YMC | YMC |     |     | 21.º | 0      | [ 21 ] |
| 2023 | PHM Racing by Charouz | 18  | 11  | 10  | 11  | 9   | Ret | Ret | 18  | Ret | 15  | 20† | 18  | 10  | 16  | 9   | 17  | 17  | 15  | 13  | 12  | 17  | 12  | Ret | 15  |     |     |     |     | 21.º | 0      | [ 21 ] |
| 2023 | PHM Racing            |     |     |     |     |     |     |     |     |     |     |     |     |     |     |     |     |     |     |     |     |     |     |     |     | 14  | 11  |     |     | 21.º | 0      | [ 21 ] |

### Fórmula 1
(Clave) (negrita indica pole position) (cursiva indica vuelta rápida)

| Año     | Escudería       | 1   | 2   | 3   | 4      | 5   | 6      | 7      | 8      | 9      | 10  | 11  | 12  | 13  | 14  | 15     | 16  | 17  | 18  | 19  | 20  | 21  | 22  | Pos. | Puntos |
| ------- | --------------- | --- | --- | --- | ------ | --- | ------ | ------ | ------ | ------ | --- | --- | --- | --- | --- | ------ | --- | --- | --- | --- | --- | --- | --- | ---- | ------ |
| 2020    | Williams Racing | AUT | EST | HUN | GBR    | 70A | ESP TD | BEL    | ITA TD | TOS    | RUS | EIF | POR | EMI | TUR | BHR TD | SAK | ABU |     |     |     |     |     |      |        |
| 2021    | Williams Racing | BHR | EMI | POR | ESP TD | MON | AZE    | FRA TD | EST    | AUT TD | GBR | HUN | BEL | NED | ITA | RUS    | TUR | USA | MEX | SÃO | QAT | ARA | ABU |      |        |
| Fuente: |                 |     |     |     |        |     |        |        |        |        |     |     |     |     |     |        |     |     |     |     |     |     |     |      |        |